# یادمان نسل‌کشی ارمنی‌ها
یادبود قربانیان نسل‌کشی ارمنی‌ها (ارمنی: Հայոց ցեղասպանության զոհերի հուշահամալիր Hayots tseghaspanut'yan zoheri hushahamalir) نام بنای یادبودی است که به یادبود کشته‌شدگان ارمنی به‌دست ترکان عثمانی (ترکان جوان) که در سال ۱۹۱۵ میلادی روی داد ساخته شده است. این بنا بر فراز دره هرازدان در شهر ایروان پایتخت ارمنستان قرار دارد و در سال ۱۹۶۵ به فراخور پنجاهمین سالگرد نسل‌کشی ارمنی‌ها بر پا شد.
معماری آن توسط کالاشیان و مکرچیان انجام شده است.

## نمادپردازی
نام این بنا در زبان ارمنی زیزِرْناکابرْت به معنی قلعه پرستوها (زیزرناک = پرستو و برت = قلعه) است. ۱۲ ستون همگرا نماینده ۱۲ استانی است که ارمنی‌ها در آنجا کشتار شدند. در میان این ستون‌ها آتش جاویدان قرار دارد که نماینده روح و روان خاموشی ناپذیر ارمنی‌ها است. نام این بنا از آنجا گذاشته شده است که پرستو پرنده‌ای است که همیشه به آشیانه خود بازمی‌گردد حتی اگر آشیانه‌اش نابود شده باشد.
ستون ۴۴ متری سوزن شکل کنار آن نماد زایش دوباره مردم ارمنی است.
در طول بوستان پیرامون این بنا، دیواری ۱۰۰ متری قرار دارد که نام شهرها و روستاهایی که نسل‌کشی در آنها صورت گرفته بر روی آن نوشته شده.

## شرکت پاپ فرانسیس در مراسم یادبود نسل‌کشی ارمنی‌ها
در روز جمعه ۲۴ ژوئن ۲۰۱۶ پاپ فرانسیس برای انجام یک سفر سه روزه به ایروان، پایتخت ارمنستان سفر کرد تا در مراسم یادبود نسل‌کشی ارمنی‌ها شرکت کند. پاپ فرانسیس در جریان این سفر از بنای یادمان نسل‌کشی ارمنی‌ها در دوران حکومت ترکیه عثمانی در زمان جنگ جهانی اول دیدار کرد. وی همچنین در جریان این سفر دو کبوتر سفید را به سوی کوه آرارات، که گفته می‌شود کشتی نوح در آن جا است، آزاد کرد. وی در حضور سرژ سرکیسیان، رئیس‌جمهور ارمنستان و هیئت‌های دیپلماتیک حاضر در مراسم یادبود گفت:
نسل‌کشی آغاز موج غم‌انگیزی از فجایع بزرگ قرن گذشته بود

## انستیتو-موزه نسل‌کشی ارمنی‌ها
- Genocide Museum | The Armenian Genocide Museum-institute

## نگارخانه

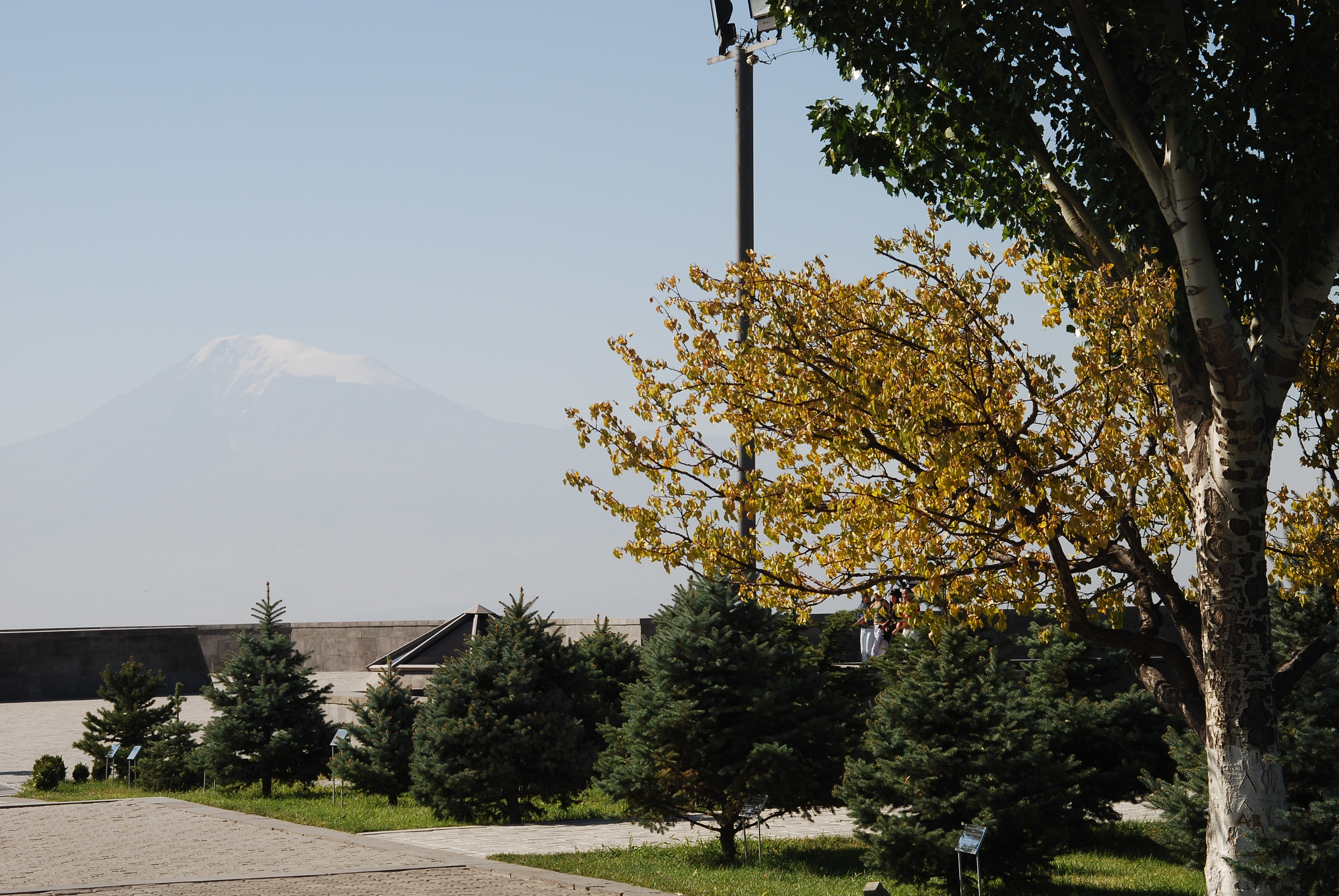
ردیف درختان یادبود کاشته شده توسط مقامات خارجی
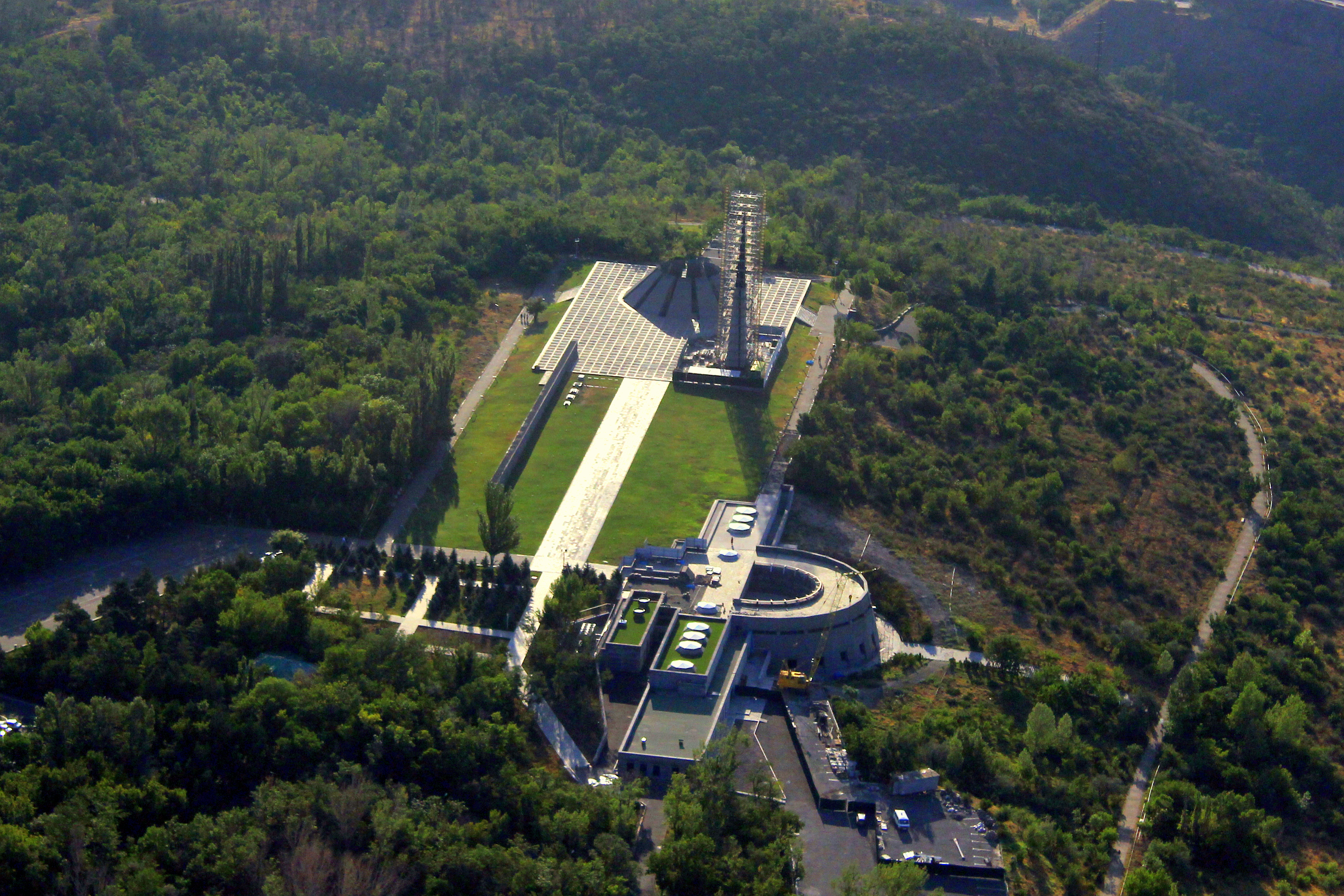
نمای هوایی از بنای یادبود و موزه
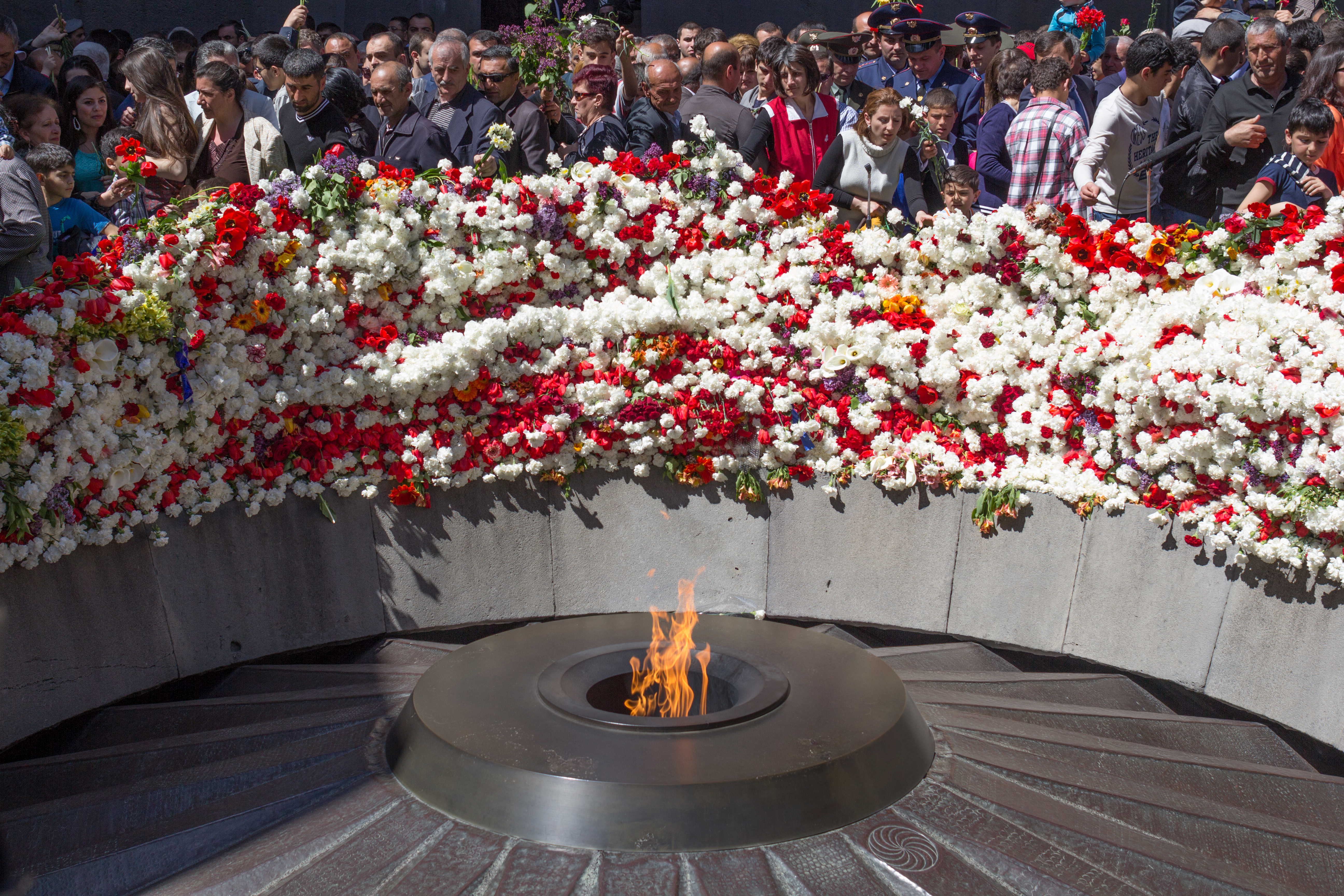
آتش جاویدان در مرکز دوازده ستون همگرا (۲۴ آوریل ۲۰۱۴)
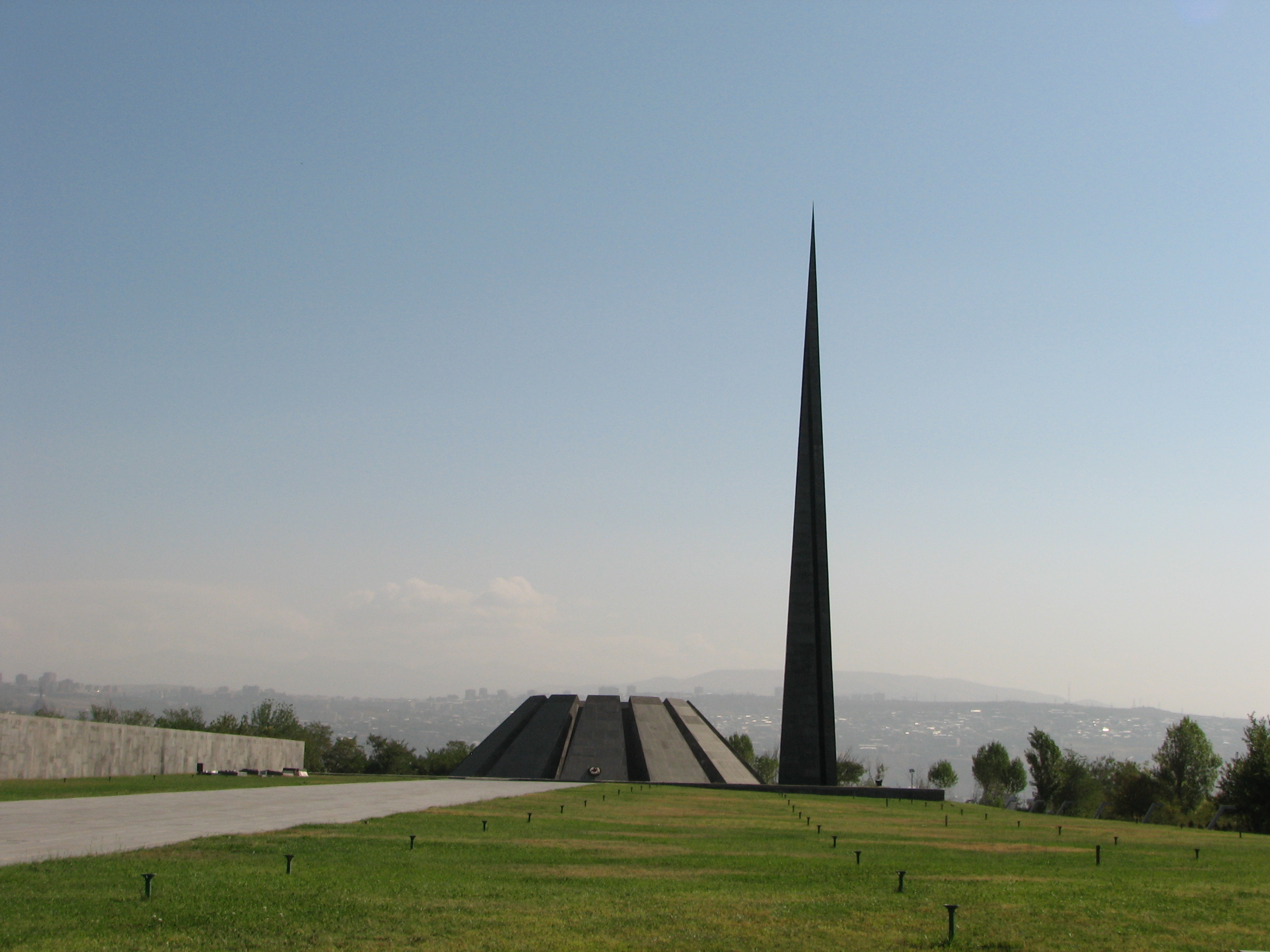
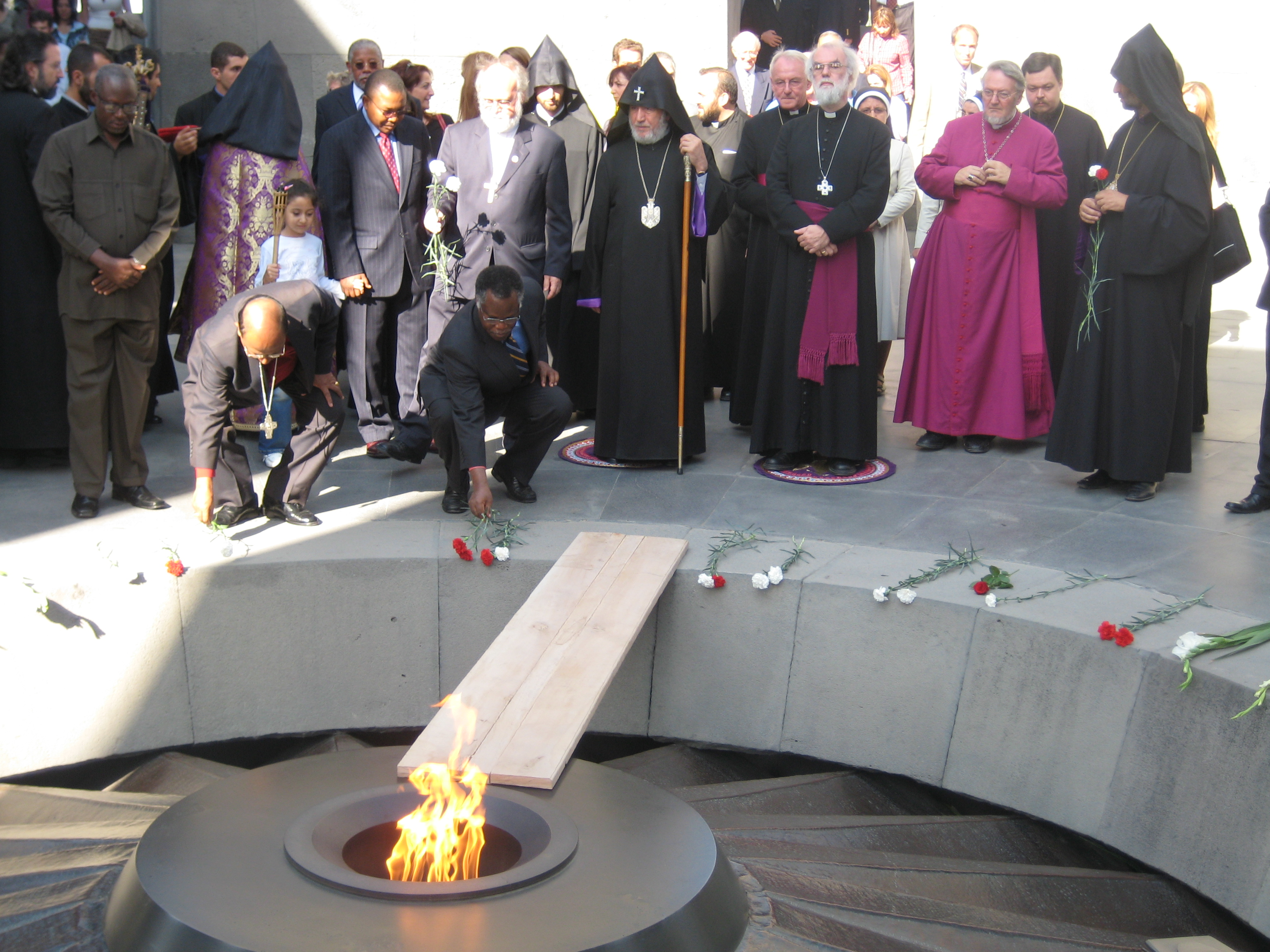
عالیجناب گارگین دوم و اسقف اعظم روئن ویلیامز در طی مراسم یادبود
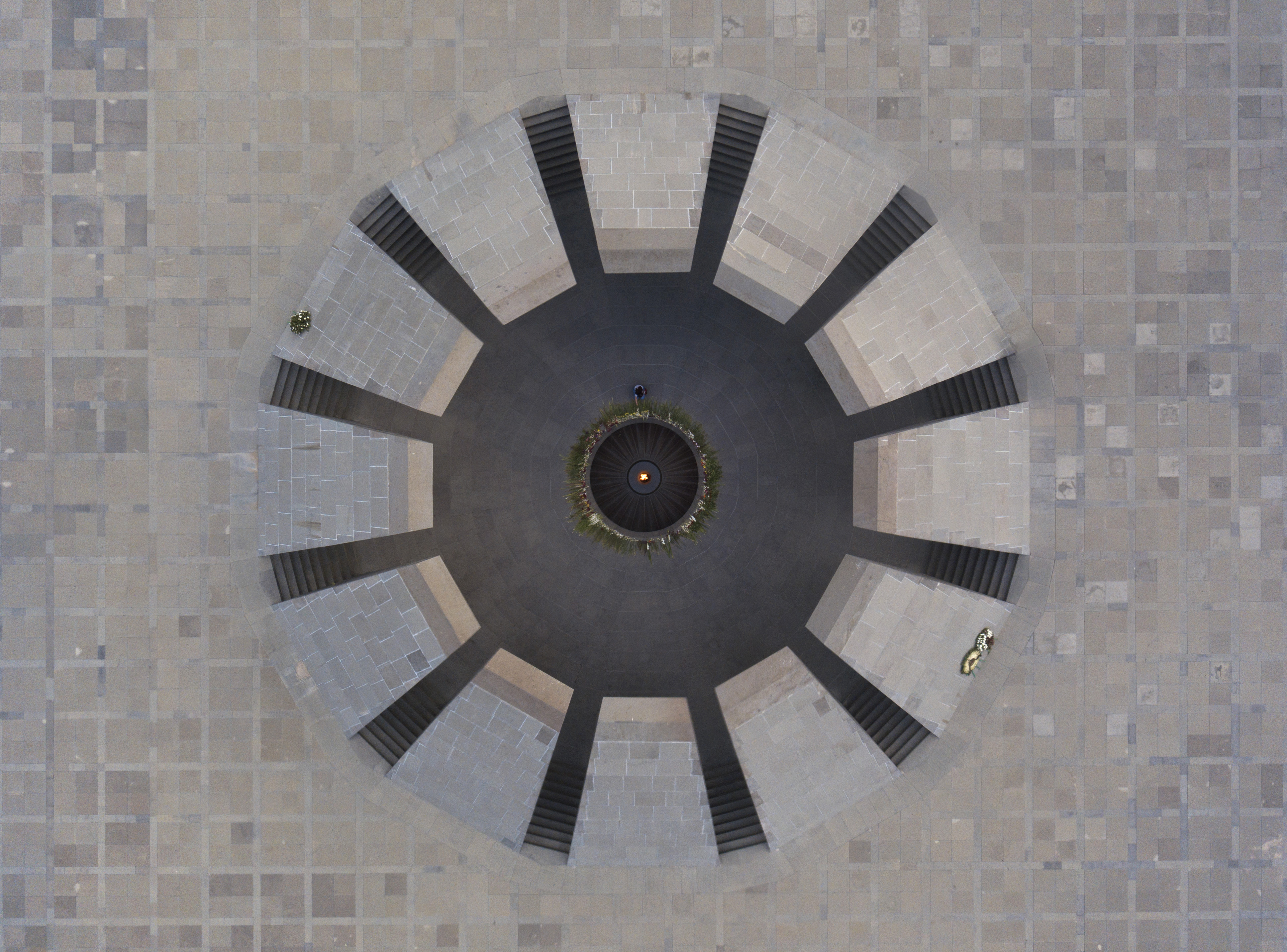
نمایی هوایی از اهدای گل توسط دختری در پای آتش جاویدان
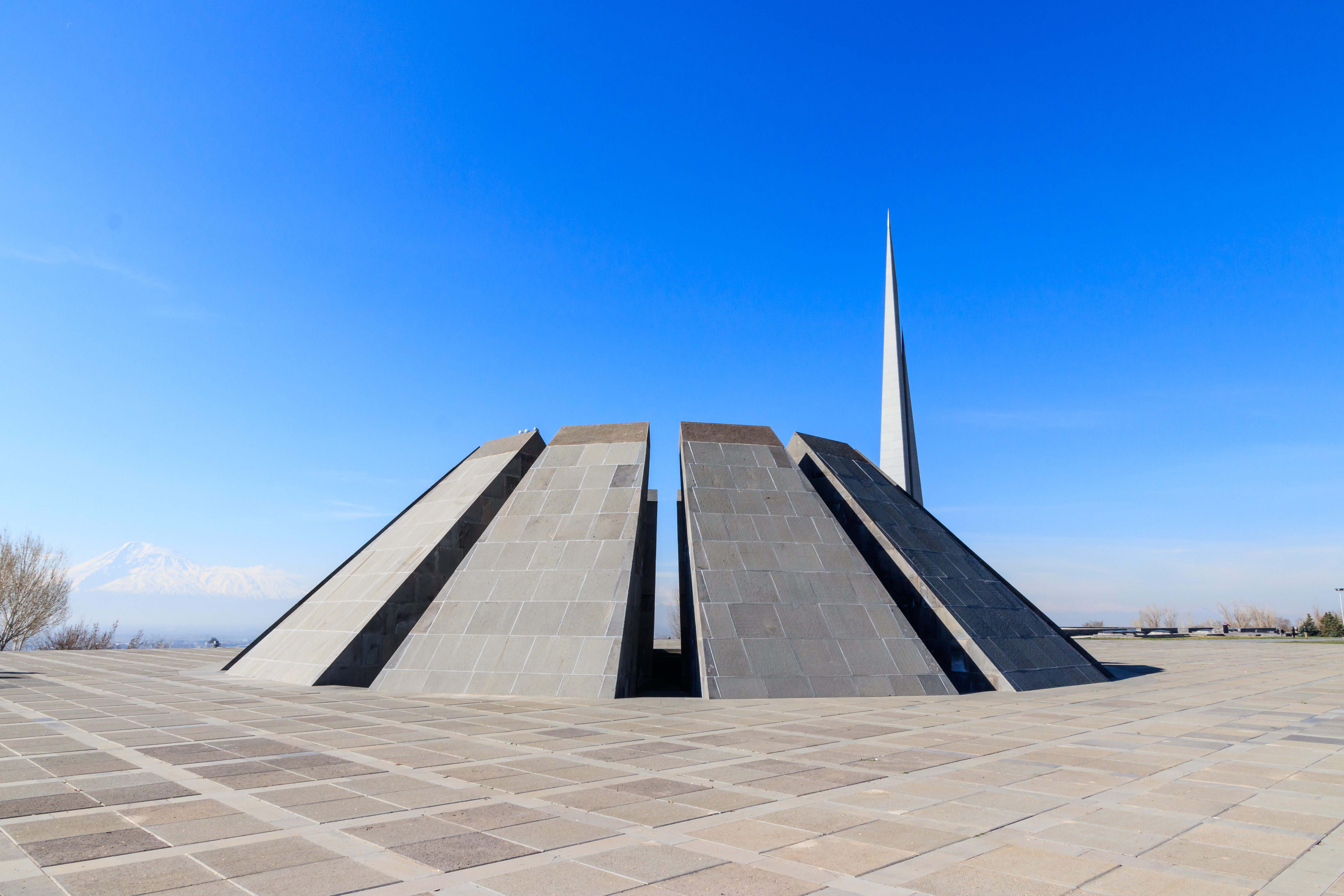
نمایی از یادمان نسل‌کشی ارمنی‌ها